# مقاطعة دون (ولاية ويسكونسن)
مقاطعة دون هي مقاطعة في ويسكونسن، بلغ عدد سكانها 43٬857  نسمة، في 2010، عاصمتها مينوموني، تبلغ مساحتها 2٬238 كيلومتر مربع.

## الموقع
تشترك في الحدود مع:
- مقاطعة بارون (ولاية ويسكونسن)
- مقاطعة بيرس
- مقاطعة بولك
- مقاطعة بيبين (ويسكونسن)
- مقاطعة تشيبيوا (ولاية ويسكونسن)
- مقاطعة يو كلير
- مقاطعة سانت كروا (ولاية ويسكونسن).

## التقسيمات الإدارية
- مينوموني.